# Міністерство культури Хорватії
Міністерство культури Республіки Хорватії (хорв. Ministarstvo kulture Republike Hrvatske) — центральний орган виконавчої влади Республіки Хорватії в галузі культури, робота якого спрямована на збереження культурної і природної спадщини Хорватії (зокрема, заповідників та інших охоронних зон країни, об'єктів Світової спадщини ЮНЕСКО в Хорватії тощо), розвиток і популяризацію культури, культурних надбань, культурної і художньої творчості, культурного життя і культурної діяльності, заснування установ та інших юридичних осіб і суб'єктів господарювання в царині культури. 
Нинішній міністр культури — Ніна Обулєн Коржинек.

## Міністри
| Міністр                  | Партія    | Вступ на посаду  | Звільнення з посади |
| ------------------------ | --------- | ---------------- | ------------------- |
| Влатко Павлетич [а]      | ХДС       | 30 травня 1990   | 15 квітня 1992      |
| Весна Джирарді-Юркич [б] | ХДС       | 15 квітня 1992   | 18 жовтня 1994      |
| Златко Вітез             | ХДС       | 18 жовтня 1994   | 7 листопада 1995    |
| Божо Бішкупич            | ХДС       | 7 листопада 1995 | 27 січня 2000       |
| Антун Вуїч               | СДП       | 27 січня 2000    | 23 грудня 2003      |
| Божо Бішкупич            | ХДС       | 23 грудня 2003   | 29 грудня 2010      |
| Ясен Месич               | ХДС       | 29 грудня 2010   | 23 грудня 2011      |
| Андреа Златар Віолич     | ХНП       | 23 грудня 2011   | 25 березня 2015     |
| Берислав Шипуш           | ХНП       | 25 березня 2015  | 22 січня 2016       |
| Златко Гасанбегович      | ХДС       | 22 січня 2016    | 19 жовтня 2016      |
| Ніна Обулєн Коржинек     | незалежна | 19 жовтня 2016   | донині              |

### Виноски
а. ↑  Як міністр освіти, культури і спорту
б. ↑  Як міністр освіти, культури і спорту (15 квітня 1992 – 3 квітня 1993); як міністр культури і освіти (3 квітня 1993 – 18 жовтня 1994)